# 瀬戸孝則
瀬戸 孝則（せと たかのり、1947年（昭和22年）6月3日 - ）は、日本の政治家。元福島県福島市長（3期）、元福島県議会議員（4期）。

## 来歴
福島県福島市出身。福島県立福島高等学校を経て、1970年（昭和45年）3月、早稲田大学法学部卒業。1987年（昭和62年）4月に福島県議会議員に初当選。以後、2001年10月11日に辞職するまで4期務める。この間、1997年（平成9年）には自民党県連の総務会長に就任している。
2001年（平成13年）11月18日執行の福島市長選挙に無所属 ( 自由党 (日本 1998-2003)、日本共産党、社会民主党推薦 ) で出馬し、佐久間博(無所属で自由民主党と民主党が推薦)を敗り初当選。投票率は、54.64％。同年12月8日、福島市長に就任。
2005年（平成17年）11月13日執行の福島市長選挙において再選。投票率は、53.86％。
2009年（平成21年）11月8日執行の福島市長選挙において3期目の当選。投票率は、38.18％。
2013年（平成25年）1月23日、福島市内で開かれた新春交歓会の席上で、4選に向け立候補の意向を示した。
2013年（平成25年）11月17日に行われた市長選挙では市政刷新を揚げた無所属新人で元環境省職員の小林香に敗れた。福島第一原子力発電所事故の国の対応への住民の不満が影響したと見る向きもある。2013年度に福島県内の首長選で現職が落選したのは、郡山市、富岡町、いわき市について4人目となる。投票率は、49.10％。同年12月7日、任期満了により退任した。
2017年秋の叙勲で旭日中綬章を受章。

## 備考
- 東日本大震災発生後に「市民を置いて、家族と他県に避難した」と言われている。だが実際には震災後も居住している瀬上町の自宅にいて、震災翌日に地域一帯の水道から水が出なくなり、瀬戸の自宅は古くから瀬上町にあり、井戸水を使用することが可能だったため、業務は後回しにし、地域住民のために自宅を開放し、住民へ水の確保作業を優先した。瀬戸が居住する自宅のそばには福島市立瀬上小学校があり、瀬戸や地域住民により、避難の確保などに協力。しかし、市民が大勢目にするような場にあまり出てこないことが災いしたのか根も葉もない噂が広まり、瀬戸が責められる結果となった。福島市は海からは遠く離れているため比較的被害は小さかったが福島第一原子力発電所事故により、放射線の値が高い状態が続いた。